# غومر هودج
غومر هودج (بالإنجليزية: Gomer Hodge)‏ هو لاعب كرة قاعدة أمريكي، ولد في 3 أبريل 1944 في روذرفوردتون في الولايات المتحدة، وتوفي في 13 مايو 2007 في سالودا في الولايات المتحدة بسبب تصلب جانبي ضموري.

## وصلات خارجية
- غومر هودج على موقعبيزبول رفرنس.كوم (الدوري الرئيسي) (الإنجليزية)
- غومر هودج على موقعبيزبول رفرنس.كوم (الدوري الثانوي) (الإنجليزية)